# یواس‌اس رزوود (ای‌ان-۳۱)
یواس‌اس رزوود (ای‌ان-۳۱) (به انگلیسی: USS Rosewood (AN-31)) یک کشتی بود که طول آن ۱۶۳ فوت ۲ اینچ (۴۹٫۷۳ متر) بود. این کشتی در سال ۱۹۴۱ ساخته شد.